# Państwowa Agencja Ukrainy ds. Kina
Państwowa Agencja Ukrainy ds. Kina (ukr. Державне агентство України з питань кіно) – centralny organ wykonawczy, którego działania są kierowane i koordynowane przez Gabinet Ministrów Ukrainy przez Ministra Kultury Ukrainy. Agencja jest częścią systemu organów wykonawczych i zapewnia realizację polityki państwa w dziedzinie kinematografii. Powstała w 2011 roku. Pylyp Illenko był prezesem agencji od sierpnia 2014 do rezygnacji w sierpniu 2019 roku. Od 2020 prezesem agencji jest Maryna Kuderchuk.